# Militärpolitische Lenin-Akademie
Die Militärpolitische Lenin-Akademie (russisch Военно-политическая академия имени В. И. Ленина) war eine militärische Akademie in Moskau und eine Hochschule der Sowjetarmee.

## Geschichte
Die Militärpolitische Akademie war eine der ersten, die nach der Oktoberrevolution ihre Arbeit aufnahm. Im Jahre 1919 wurde in Petrograd, dem heutigen St. Petersburg, das Tolmatschow-Lehrinstitut der Roten Armee gegründet. Danach erfolgte innerhalb kurzer Zeit eine Reihe von Umbenennungen. Zuerst wurde sie 1921 in Petrograder Institut der Roten Armee umbenannt. Danach erfolgte die Umbenennung in Petrograder Institut für Instrukteure, gefolgt von der Umbenennung 1922 in Höhere Militärpolitische Kurse. Ab 1923 hieß die Akademie Militärpolitisches Institut und ab 1925 trug sie den Namen Militärpolitische Akademie. Der Akademie wurde 1938 der Ehrenname „W.I. Lenin“ verliehen. Im gleichen Jahr erfolgte die Verlegung des Akademiesitzes nach Moskau.
Neben der Arbeit auf dem Gebiet der Gesellschaftswissenschaften und militärischer Disziplinen bildete sie Militärpädagogen und parteipolitische Mitarbeiter aus.
Der Akademie wurde unter anderem 1934 der Leninorden, 1944 der Rotbannerorden und 1969 der Orden der Oktoberrevolution verliehen.

## Bekannte Absolventen
- Dmitri Antonowitsch Wolkogonow (1971), sowjetisch-russischer General und Historiker